# Дітер Фрайзе
Дітер Фрайзе (нім. Dieter Freise, 18 лютого 1945 — 5 квітня 2018) — німецький хокеїст на траві.
Олімпійський чемпіон 1972 року, учасник 1976 року.